# 天主教卡雷尼奧港宗座代牧區
天主教卡雷尼奧港宗座代牧區（拉丁語：Vicariatus Apostolicus Portus Carreniensis）是哥倫比亞一個羅馬天主教宗座代牧區，直屬聖座。
宗座代牧區於1999年12月22日成立，位於比查達省東部，教座位於首府卡雷尼奧港，2010年時有30,400名教友（佔轄區總人口72.0%）、4個堂區和9名司鐸。宗座代牧現時出缺，榮休宗座代牧為阿爾瓦羅·埃夫倫·林孔-羅哈斯。